# ای.جی. اپلگیت
ای. جی. اپلگیت (به انگلیسی: A.J. Applegate، زادهٔ ۲۳ سپتامبر ۱۹۸۹)، بازیگر پورنوگرافی اهل ایالات متحده آمریکا است.
او در بیش از چهارصد و پنجاه فیلم حضور داشته‌است.

## زندگی
ای.جی. اپلگیت در ماساپیکوا، نیویورک متولد شد.
شغل اول او مربی رقص بود. فعالیت خود را در صنعت سرگرمی بزرگسالان در ۱۹ سالگی با رقصیدن در یک باشگاه استریپ شروع کرد.
او در سال ۲۰۲۱ در استوری اینستاگرام خود اعلام کرد که از صنعت بزرگسالان بازنشسته شده‌است.

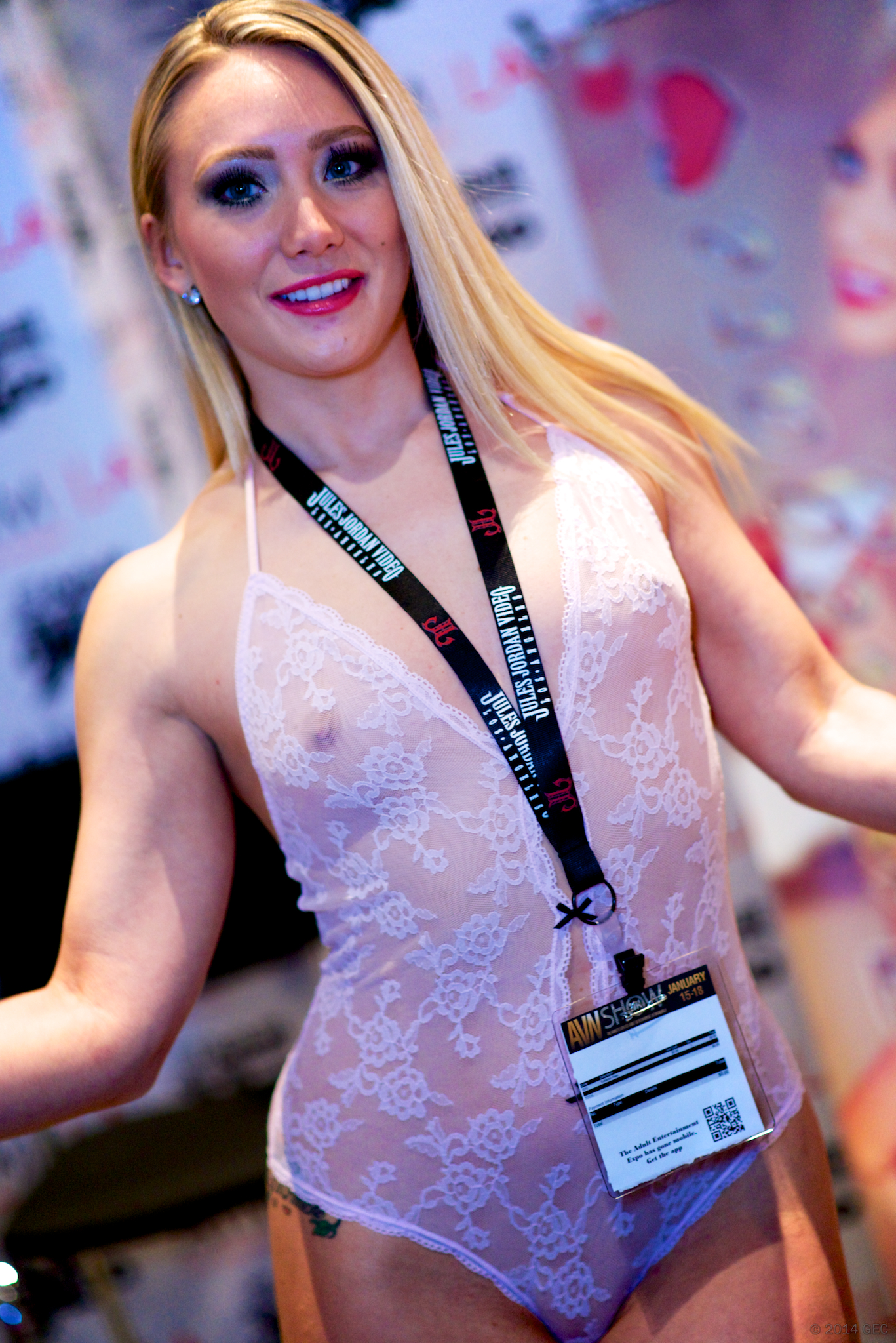
ای.جی. اپلگیت یک بازیگر پیشین پورنوگرافی است.

## تتو
ای.جی. اپلگیت عبارت ایتالیایی «Ballo di Amore» (ترجمه: رقص عشق) در سمت راست باسنش تتو کرده‌است.

## جایزه‌ها
- در سال ۲۰۱۵، برد جایزه ای‌وی‌ان، با عنوان بهترین صحنه سکس گروهی، به صورت مشترک[۵][۲]
- در سال ۲۰۱۵، برد جایزه فیلم‌شب، با عنوان بهترین باسن، به انتخاب سردبیر[۲]